# Net als toen
Net als toen (sv. Som när) var Nederländernas vinnande bidrag i Eurovision Song Contest 1957. Balladen framfördes av Corry Brokken.